# NASA/IPAC Extragalactic Database
NASA/IPAC Extragalactic Database (NED) je internetová astronomická databáze, která shromažďuje a vzájemně propojuje astronomické údaje o objektech za hranicemi galaxie Mléčné dráhy (galaxie, kvasary, zdroje rádiového, infračerveného a rentgenového záření apod.). Databázi vytvořili na konci 80. let 20. století dva astronomové z Pasadeny, George Helou a Barry F. Madore. NED je financována NASA a provozována centrem IPAC (Infrared Processing and Analysis Center) v areálu Kalifornského technologického institutu na základě smlouvy s NASA.
Základem databáze je hlavní seznam mimogalaktických objektů, pro který bylo vytvořeno vzájemné propojení jejich jmen, byla zadána co nejpřesnější poloha a rudý posuv a byly shromážděny některé základní údaje. Dále shrnuje internetové odkazy na literaturu související s jednotlivými objekty. Podrobné fotometrické veličiny, polohu objektů a jejich rudý posuv přebrala z jiných sbírek a literatury, na které uvádí odkazy. NED také obsahuje snímky získané pomocí přehlídky 2MASS, Digitized Sky Survey a z dalších zdrojů.
V roce 2017 databáze obsahovala 252 milionů různých astronomických objektů s 298 miliony vzájemných vazeb napříč různými vlnovými délkami, změřené rudé posuvy 5 milionů objektů, 2,3 miliardy fotometrických dat, 609 milionů změřených rozměrů, 106 tisíc vzdáleností nezávislých na rudém posuvu pro 27 tisíc galaxií, 502 tisíc podrobných tříd pro 230 tisíc objektů, 2,5 milionů snímků, mapy a vnější odkazy, spolu s odkazy na více než 103 tisíc článků v časopisech, poznámkami a souhrny.